# Miloš Hubáček
Miloš Hubáček (* 9. prosince 1937 Prostějov) je spisovatel literatury faktu, který se specializuje na období 2. světové války, především pak na průběh jejich námořních bojů.

## Život
Po absolvování Právnické fakulty Univerzity Karlovy v letech 1955–1960 působil v letech 1962–1970 na ministerstvu spravedlnosti a později (1970–1979) jako prokurátor. V letech 1965–1966 postgraduálně studoval v Cambridge. Roku 1980 se stal profesionálním spisovatelem.

## Ocenění
V roce 2002 obdržel cenu Miroslava Ivanova.